# Gale Page
Gale Page (eigentlich Sally Perkins Rutter; * 29. Juli 1913 in Spokane, Washington; † 8. Januar 1983 in Santa Monica, Kalifornien) war eine US-amerikanische Schauspielerin.

## Leben
Schon vor ihrem Beginn im Filmgeschäft hatte Sally Rutter sich den Künstlernamen Gale Page zugelegt. Sie trat als Sängerin mit dem Orchester von Ted Weems auf. 1938 wurde das Filmstudio Warner Bros. auf sie aufmerksam und nahm sie als Schauspielerin unter Vertrag. Ihr Filmdebüt gab sie an der Seite von Humphrey Bogart in dem Drama Schule des Verbrechens. Schnell war sie auf die Rolle der dekorativen Brünetten festgelegt. Der Höhepunkt ihrer Karriere war die Rolle der Emma, einer der vier Lemp-Schwestern in der Musikkomödie Vater dirigiert von Michael Curtiz. Auch in den drei Fortsetzungen (Vier Töchter räumen auf, Four Wives und Four Mothers) spielte Gale Page die Rolle der Emma Lemp. Ihre Filmschwestern wurden übrigens von den auch realen Lane-Schwestern Priscilla, Rosemary und Lola gespielt.
Pages relativ kurze Filmkarriere umfasste 16 Spielfilme, dazu kamen noch einige Auftritte in Fernsehserien. Um sich ihrer Familie zu widmen, zog Page sich vom Film zurück. Mit ihrem Ehemann, dem Pianisten Aldo Solito de Solis, hatte sie einen Sohn, Luchino, der ebenfalls Schauspieler wurde.

## Filmografie (Auswahl)
- 1938: Schule des Verbrechens (Crime School)
- 1938: Das Doppelleben des Dr. Clitterhouse (The Amazing Dr. Clitterhouse)
- 1938: Vater dirigiert (Four Daughters)
- 1938: Überfall auf die Arctic Queen (Heart of the North).
- 1939: Vier Töchter räumen auf (Daughters Courageous)
- 1939: Four Wives
- 1940: Nachts unterwegs (They Drive by Night)
- 1940: Knute Rockne, All American
- 1941: Four Mothers